# Acanthosis nigricans
Acanthosis nigricans är en form av melanos, med brunsvarta, bristfälligt definierade hyperpigmenteringar med hyperkeratos av huden, i synnerhet hudveck. Acanthosis nigricans kan vara ett symtom på en endokrin sjukdom eller på andra problem med hormonnivåerna.

## Symtom
Acanthosis nigricans uppträder långsamt i böjveck som bakre nacken, i armhålorna, i ljumsken och kring naveln. Förutom hyperprigmentering, yttrar den sig i en förändring av hudstrukturen, som kan te sig sammetslik eller verka som om den har små vårtor.
Symtomen kan vid mycket sällsynta fall uppkomma på till exempel knogar, fotsulor, läppar med mera. Om symtomen uppkommer på ovanliga ställen är det ofta ett tecken på en allvarligare sjukdom, till exempel cancer.

## Orsaker
Hyperpigmenteringen beror ofta på sjukdomar i hypofysen, till exempel en tumör eller annan hormonrubbning. Det kan också uppträda hos i övrigt friska personer.
En vanlig orsak är överskott av insulin (hyperinsulinemi) eller hypoglykemi till följd av insulinresistens eller färre insulinreceptorer. Hos yngre kvinnor kan detta höra samman med virilism och stor längdtillväxt. Det kan också bero på ett autoimmunt tillstånd. Tillståndet kan föregripa fullt utvecklad typ 2 diabetes mellitus.
Det kan också vara ett symtom på akromegali, metabolt syndrom, polycystiskt ovariesyndrom, med mera.

## Behandling
Behandling av den underliggande sjukdomen leder ofta till att symptomen försvinner.